# Jérôme Lemay

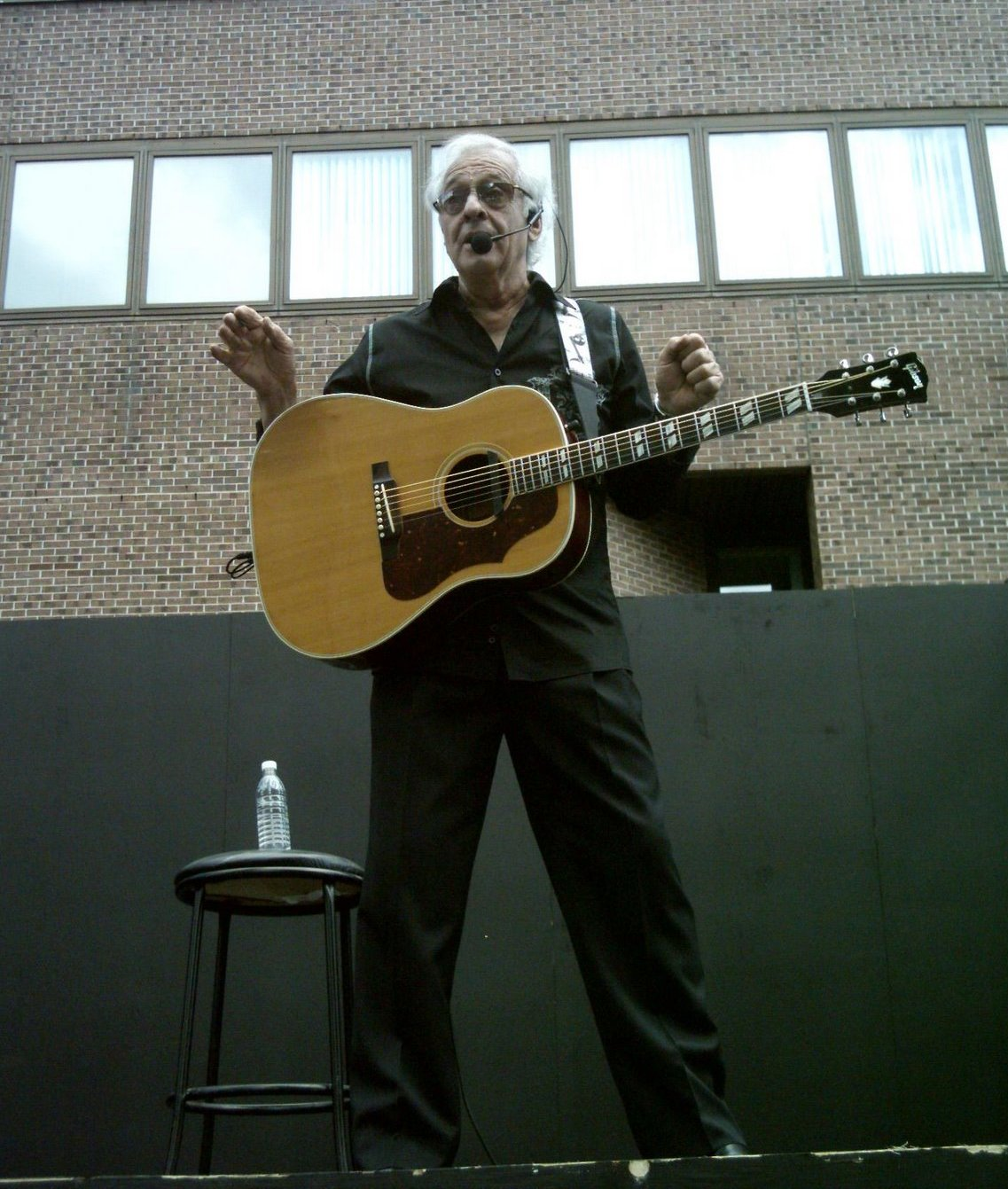
Jérôme Lemay beim Festival Juste pour rire in Montréal.

Jérôme Lemay (* 22. August 1933 in Béarn (Québec), Témiscamingue; † 20. April 2011 in Laval (Québec)) war ein kanadischer Sänger und Gitarrist.
Jérôme Lemay begann mit neun Jahren Gitarre zu spielen; mit 16 Jahren trat er mit dem Familien-Orchester in Hotels auf. 1955 zog er nach Montréal, wo er Jean Lapointe traf, der unter dem Pseudonym Jean Capri Karriere machte; Lemay begann darauf mit ihm als Jay Rome aufzutreten, als sie die Duo-Formation  les Jérolas bildeten und Erfolge in den Cabarets der Stadt feierten. Am 1. Januar 1956 hatten sie ihren ersten Fernsehauftritt mit Félix Leclerc. 1957 traten sie zusammen in Paris auf. 1963 gastierten les Jérolas in der Ed Sullivan Show, und 1968 zusammen mit Charles Aznavour. Im Juli 1974 trennten sie sich beiden; Lemay strebte eine Solokarriere an und spielte bis 1982 drei Soloalben ein, darunter eines auf Capitol Records.